# Оберн-Гіллс
Оберн-Гіллс (англ. Auburn Hills) — місто (англ. city) в США, в окрузі Окленд штату Мічиган неподалік міста Детройт.. Населення — 24 360 осіб (2020).
У Оберн-Гіллс знаходяться штаб-квартири таких корпорацій:
- Крайслер Корпорейшн (англ. Chrysler Corporation)
- Фольксваґен США (англ. Volkswagen) USA

У місті є професійна команда Національної баскетбольної асоціації — Детройт Пістонс. Детройт Пістонс грають у Палас-оф-Аубурн-Гіллс.

## Географія
Оберн-Гіллс розташований за координатами 42°40′29″ пн. ш. 83°14′37″ зх. д. / 42.67472° пн. ш. 83.24361° зх. д. (42.674720, -83.243606).  За даними Бюро перепису населення США в 2010 році місто мало площу 43,10 км², з яких 42,99 км² — суходіл та 0,11 км² — водойми.

## Демографія
Згідно з переписом 2010 року, у місті мешкало 21 412 осіб у 8844 домогосподарствах у складі 4923 родин. Густота населення становила 497 осіб/км².  Було 9965 помешкань (231/км²).
Расовий склад населення:
| - 66,3 % — білих - 18,5 % — чорних або афроамериканців - 8,9 % — азіатів - 0,3 % — корінних американців - 2,7 % — осіб інших рас |

До двох чи більше рас належало 3,4 %. Частка іспаномовних становила 7,8 % від усіх жителів.
За віковим діапазоном населення розподілялося таким чином: 19,4 % — особи молодші 18 років, 71,2 % — особи у віці 18—64 років, 9,4 % — особи у віці 65 років та старші. Медіана віку мешканця становила 31,4 року. На 100 осіб жіночої статі у місті припадало 93,8 чоловіків;  на 100 жінок у віці від 18 років та старших — 90,5 чоловіків також старших 18 років.
Середній дохід на одне домашнє господарство  становив 64 068 доларів США (медіана — 52 285), а середній дохід на одну сім'ю — 75 899 доларів (медіана — 62 711). Медіана доходів становила 52 411 долар для чоловіків та 41 045 доларів для жінок. За межею бідності перебувало 11,0 % осіб, у тому числі 10,8 % дітей у віці до 18 років та 5,0 % осіб у віці 65 років та старших.
Цивільне працевлаштоване населення становило 11 850 осіб. Основні галузі зайнятості: виробництво — 21,6 %, освіта, охорона здоров'я та соціальна допомога — 19,9 %, науковці, спеціалісти, менеджери — 13,6 %, мистецтво, розваги та відпочинок — 12,7 %.

## Музеї
- Музей Волтера Крайслера — (англ. Walter P. Chrysler Museum)

## Особистості
- Волтер Крайслер — (англ. Walter P. Chrysler)